# پارک نا-ره
پارک نا-ره (انگلیسی: Park Na-rae؛ زادهٔ ۲۵ اکتبر ۱۹۸۵) کمدین اهل کره جنوبی است.